# Plany rozwoju ekonomicznego i społecznego Hiszpanii
Plany Rozwoju Ekonomicznego i Społecznego – trzy plany przyczyniające się do rozwoju Hiszpanii w czasie panowania generała Franco.
Wprowadzony w życie Plan Stabilizacji z 1959 roku przyniósł świetne wyniki gospodarcze w powojennej Hiszpanii, mimo początkowej dezaprobaty falangistów jak i emigracyjnej opozycji demokratycznej po zablokowaniu płac i ograniczeniu wydatków publicznych, co określa się mianem cudu gospodarczego. Na przełomie lat 50. i 60. poprawił się bilans płatniczy kraju, została zwiększona produkcja przemysłowa, wzrosły inwestycje zagraniczne i rozwinęła się turystyka, która po kilku latach stała się najważniejszym elementem gospodarki hiszpańskiej. Modernizacja systemu gospodarczego stała się dla Franco sukcesem, który osiągnął wraz z przedstawicielami religijnej i tradycjonalistycznej Opus Dei.

## Główne założenia
Technokraci sprawujący urzędy ministerialne w czasie frankizmu, opracowali nowe programy planowania i rozwoju kraju, które mieli koordynować. Pierwszy Plan Rozwoju Ekonomicznego i Społecznego powstał w latach 1964 – 1967, a w ślad za nim zainicjowane zostały Plan Drugi (1968-1971) i Trzeci (1972-1975). Każdy z nich zakładał przeprowadzenie serii zmian ekonomiczno-społecznych w celu polepszenia ówczesnej sytuacji gospodarczej, tj.:
- zmniejszenie dysproporcji regionalnych, spowodowanych usytuowaniem fabryk w jednym miejscu, określając powstawanie nowych zakładów w strefach mniej uprzemysłowionych[potrzebny przypis].
- uzależnienie gospodarki hiszpańskiej od kapitału zagranicznego i dostosowanie jej standardów do wzorców obowiązujących w bogatszych krajach[potrzebny przypis].
- rozwój turystyki, otwarcie nowych miejsc pracy[potrzebny przypis].
- ulepszenie poziomu życia mieszkańców miast, poprzez podniesienie płacy, dostęp do dóbr materialnych takich jak lodówki, pralki, telewizory, samochody[potrzebny przypis].
- emigracje ludności wiejskiej do miast, zniwelowanie problemu bezrobocia[potrzebny przypis].
- postawienie na rozwój miast i wzrostu zatrudnienia w sektorze przemysłu i usług[potrzebny przypis].
- wzrost PKB o 7,2% w skali roku[potrzebny przypis].

## Konsekwencje
Rozwój gospodarczy przyczynił się do:
- powstania klasy średniej, która domagała się większego udziału w kierowaniu sprawami państwa[potrzebny przypis],
- niezadowolenia ze strony mieszkańców wsi, którzy nie doczekali się obiecanych im podwyżek[potrzebny przypis],
- nieodnawialnych zmian w środowisku naturalnym, spowodowanych zbyt szybkim procesem uprzemysłowienia Hiszpanii[potrzebny przypis].

Dodatkowo do wzrostu dezaprobaty obywateli Hiszpanii przyczynił się kryzys światowy w 1973 roku. Sytuację tę doskonale wykorzystała opozycja, która po śmierci dyktatora Franco w 1975 roku przejęła władzę w państwie.